# Sebesztha Károly
Sebesztha Károly (Pilis, Pest megye, 1849. február 12. – Temesvár, 1911. május 10.) király tanfelügyelő.

## Élete
A főgimnáziumot Nagykőrösön végezte. A budapesti egyetemen jogi és bölcseleti előadásokat hallgatott. Mint tanárjelöltet Eötvös József báró miniszter 1870-ben kiküldte a külföldi népiskolák és tanítóképzők tanulmányozására Németországba és Svájcba, ahol másfél évet töltött. 1872-ben a znióváraljai tanítóképzőhöz tanárnak, 1880-ban Pest vármegyéhez segédtanfelügyelőnek és két év múlva Zólyomba tanfelügyelőnek nevezték ki és 1893-től ugyanezen állásban működött Temes vármegyében.
Irodalmi működése a hetvenes évek elején kezdődött, mikor a magyarellenes tót iskolai könyvek és a tót Matica kiadásában megjelent hasonszellemű történelmi művek ismertetésével nagy figyelmet keltett. A felvidéki panslavismus ellen Grünwald Béla által kezdeményezett irodalmi harczban neki volt legnagyobb része. Cikkei a Magyar Tanügyben (III. 1874. A tanítóképezdei tanárok helyzete, 1885. A mesékről); A Honban (melynek rendes munkatársa volt, különös figyelmet keltett az Orosz üzelmek hazánkban c. cikksorozata, 1875. 144. sz. Sasinek könyvének ismertetése, 152. sz. A tót Matica kiadványai 1864-1875-ig 1-42. szám); az Ország-Világban (1889. A párisi színházak a nagy forradalom idejében, Puskin életéből, 1890. Mickiewicz Ádámról); a Bpesti Szemlében (LXXII. 1892. A nőnevelés); a 80-as években a Pesti Napló tanügyi rovatát, melyben sok cikke jelent meg, szerkesztette. A Pallas Nagy Lexikonának is munkatársa volt, írta a tót nyelvre és irodalomra vonatkozó cikkeket.

## Munkái
- Világtörténelem. Polgári iskolák és képezdék számára. Bpest, 1875-76. Két kötet. (I. kötet. Politikai történelem. 2. kiadás 1880. 3. k. 1888. Uo.)
- A magyar nemzet története. Tanítóképezdék és polgári iskolák használatára. Uo. 1882.
- A magyarok története a tótajkú elemi iskolák számára. Uo. 1888.
- Lélektani rajzok. Győr, 1888. (Egyetemes Könyvtár 4.).
- Gróf Széchenyi István. Uo. 1889. (Egyetemes Könyvtár 11.)
- Művelődéstörténet a felsőbb leányiskolák használatára. Uo. 1890.
- Rövid művelődéstörténelem. Uo. 1890.
- Világtörténelem polgári fiúiskolák használatára. Uo. 1890.
- Földrajz a német tannyelvű elemi iskolák számára. Geographie für deutschsprachige Volksschulen. Pozsony, 1891.
- Fráter György. M.-Sziget, 1892. (Kis Könyvtár 6.)
- Kossuth Lajos élete. Győr, 1892. (Egyetemes Könyvtár 35.)
- Deák Ferencz. Uo. 1892. (Egyetemes Könyvtár 46.)
- Magyar nyelvtan tótajkú iskolák felső osztályai számára. Bpest, 1892.
- A rabszolgaság az ókori népeknél. Győr, 1893. (Egyetemes Könyvtár 62.)
- Temes vármegye népoktatásügye az 1893-1894. évben. Tanfelügyelői jelentés. Temesvár, 1895.
- Magyarország története németajkú elemi iskolák számára. Bpest, 1895. (Német czímmel és szöveggel is. 3. k. Uo. 1904.)
- Magyarok története szerbajkú elemi isk. számára, Temesvár, 1895.
- Földrajz a román tannyelvű elemi iskolák számára. Uo. 1895.
- Földrajz a tót elemi iskolák számára. Budapest, 1896. (3. kiadás. Uo. 1898.)
- Temesvármegye földrajza a népiskolák III. osztálya számára. Temesvár, 1899. (Gramma Dömével együtt.)
- Természetrajz a magyar-német nyelvű elemi iskolák számára. (Naturgeschichte für die ungarisch-deutschen Elementar-Schulen.) Uo. 1902.
- A magyar nemzet története. Elemi népiskolák számára. Bpest, (1904.)
- Olvasókönyv a népiskolák II-VI. oszt. számára. Irta és szerkesztette Gáspár János. Átdolgozta... Uo. 1905. Négy kötet. (II. 5. kiadás, III. 3. k., V. 4. jav. kiadás.)
- Alkotmánytan az elemi iskolák V. és VI. oszt. számára. Uo. 1906.